# Dover (New Hampshire)
Dover – miasto w Stanach Zjednoczonych w stanie New Hampshire w hrabstwie Strafford.